# هربرت إل. ستون
هربرت إل. ستون (بالإنجليزية: Herbert L. Stone)‏ هو صحفي وكاتب أمريكي، ولد في 18 يناير 1871 في تشارلستون في الولايات المتحدة، وتوفي في 27 سبتمبر 1955 في نيويورك في الولايات المتحدة.